# Cyclopina caiala
Cyclopina caiala – gatunek widłonoga z rodziny Cyclopinidae. Nazwa naukowa tego gatunku skorupiaków została opublikowana w 1991 roku przez brazylijskich zoologów Guilherme Ribeiro Lotufo i Carlosa Eduardo Falavigna da Rocha.